# Phryma leptostachya
Phryma leptostachya är en gyckelblomsväxtart som beskrevs av Carl von Linné. Phryma leptostachya ingår i släktet Phryma och familjen gyckelblomsväxter. Inga underarter finns listade i Catalogue of Life.

## Bildgalleri

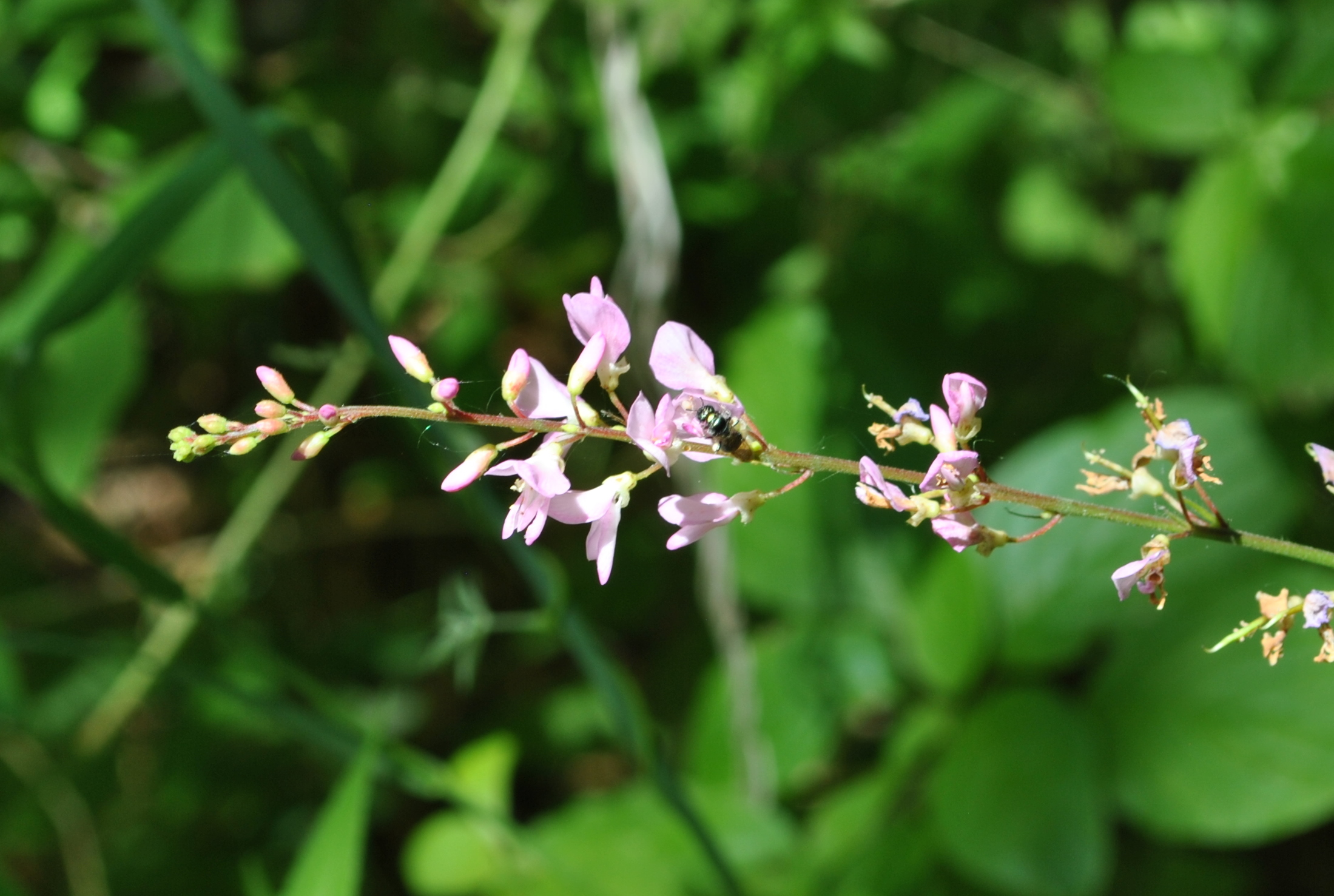
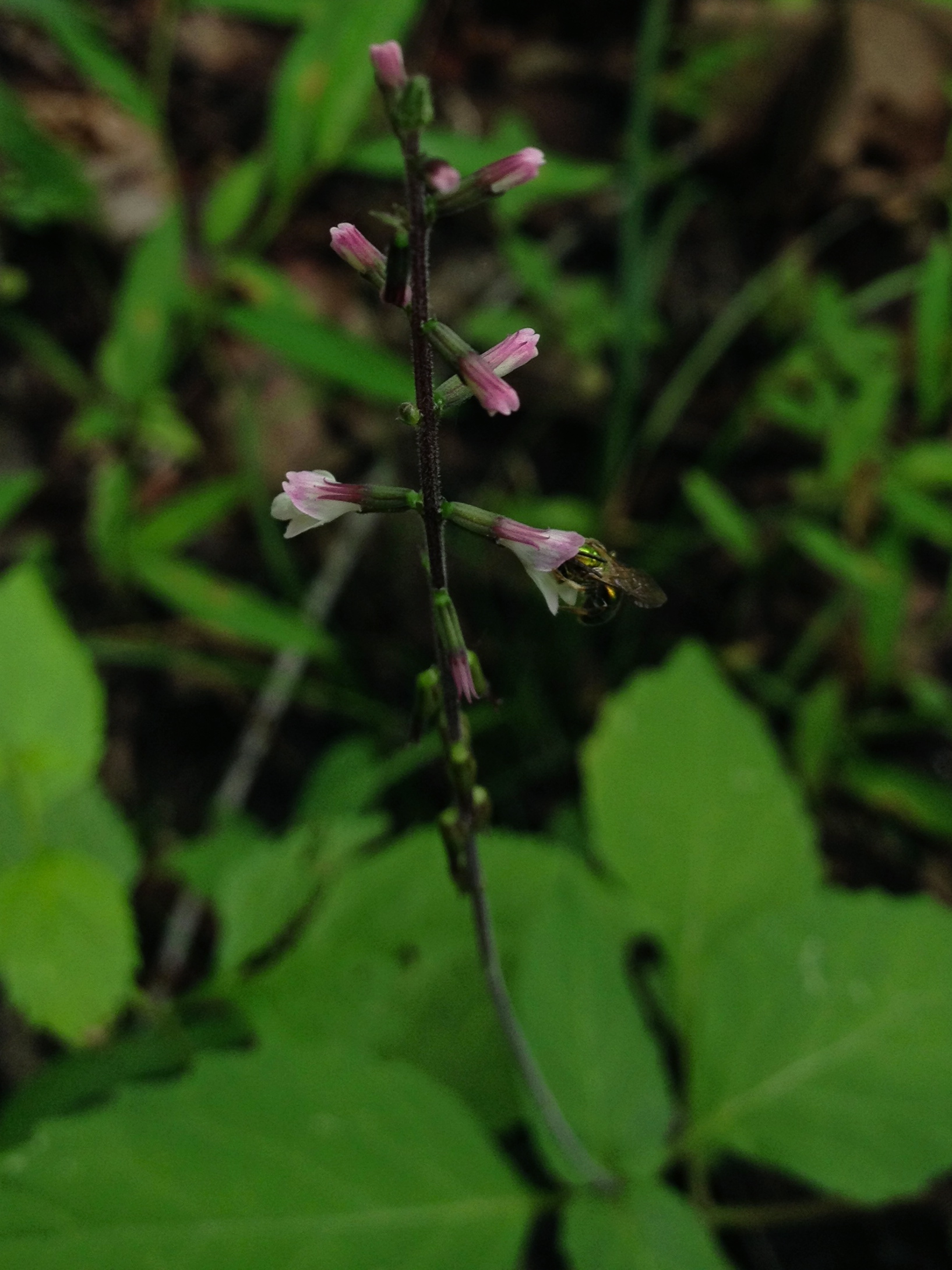
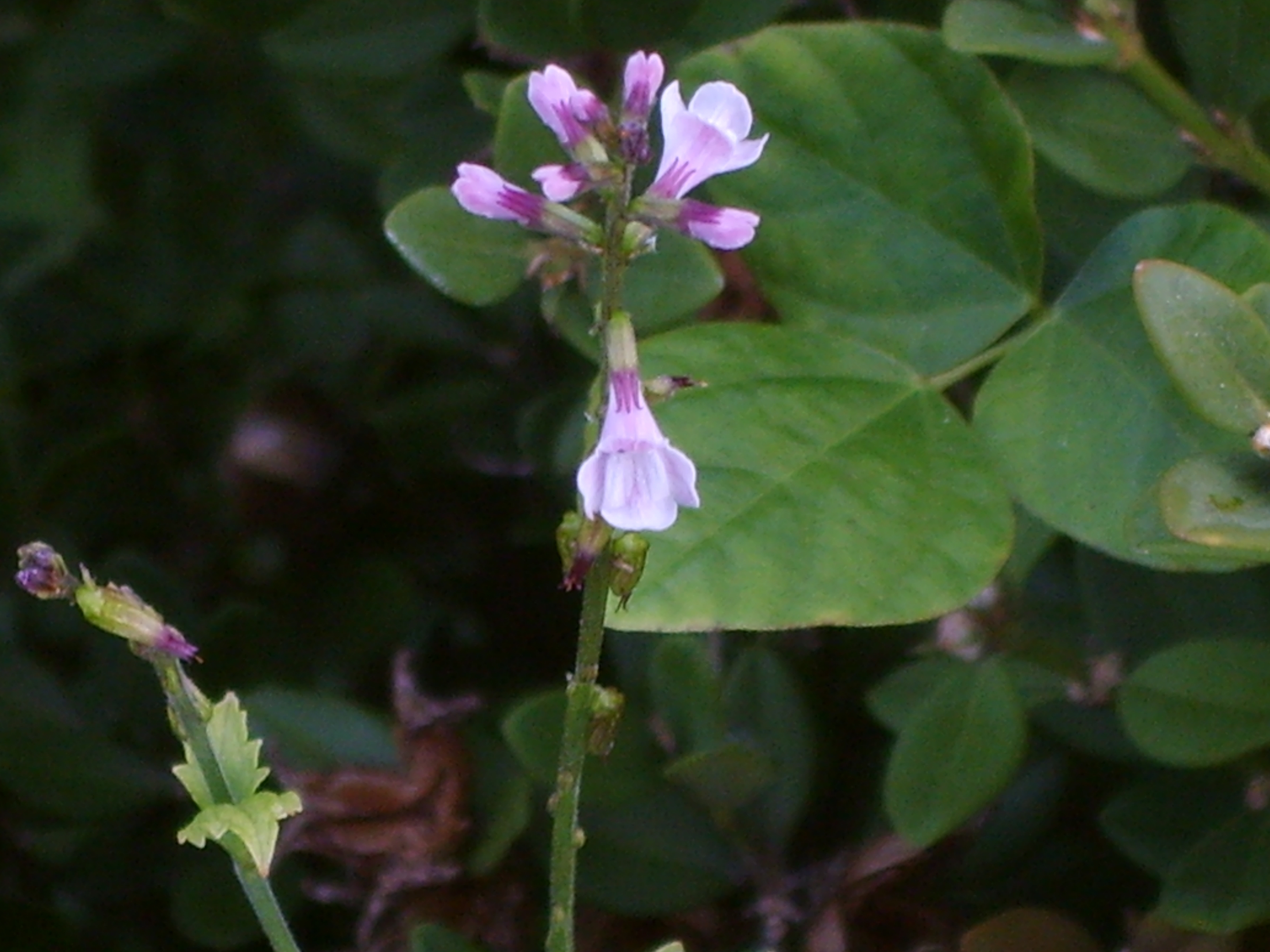
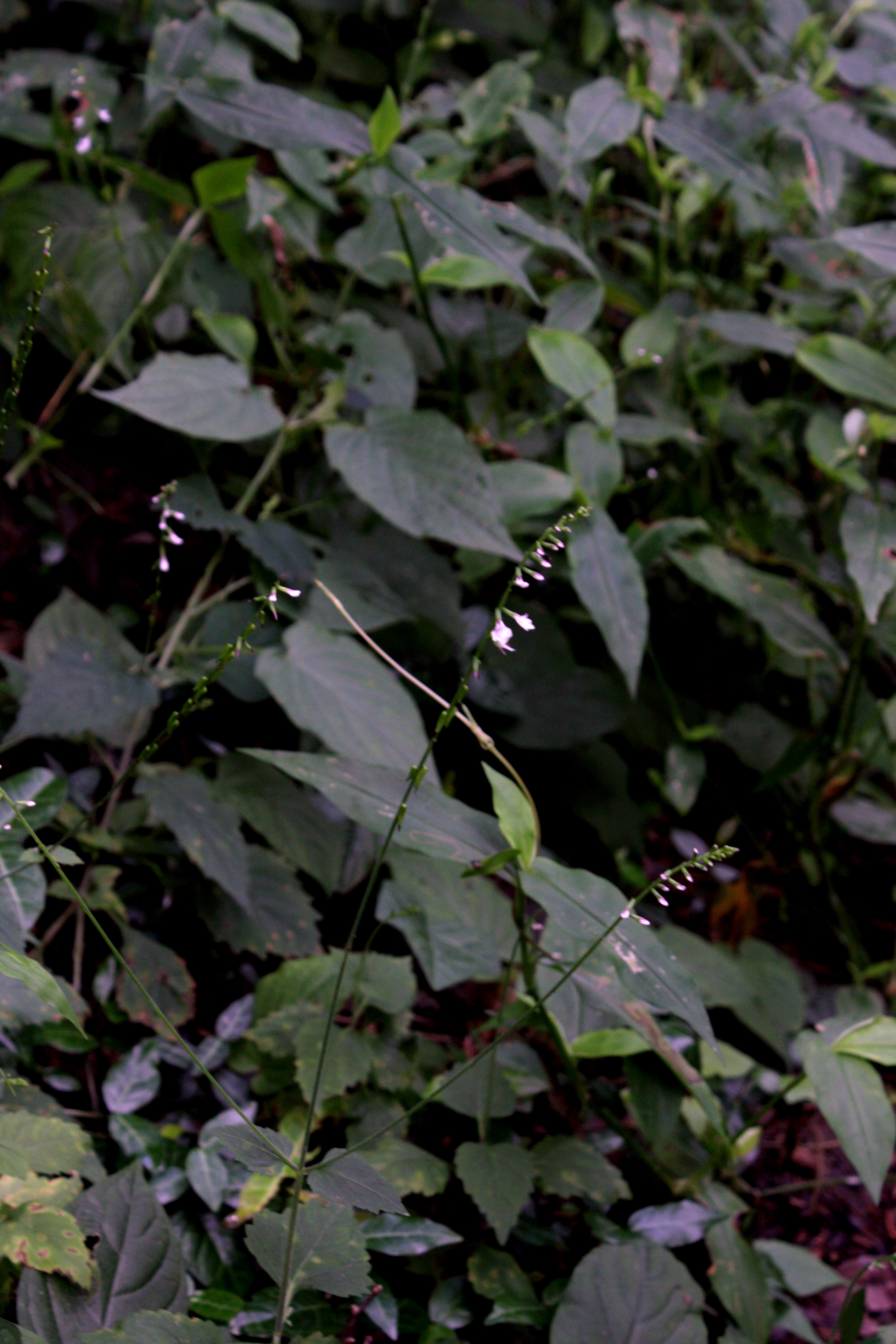
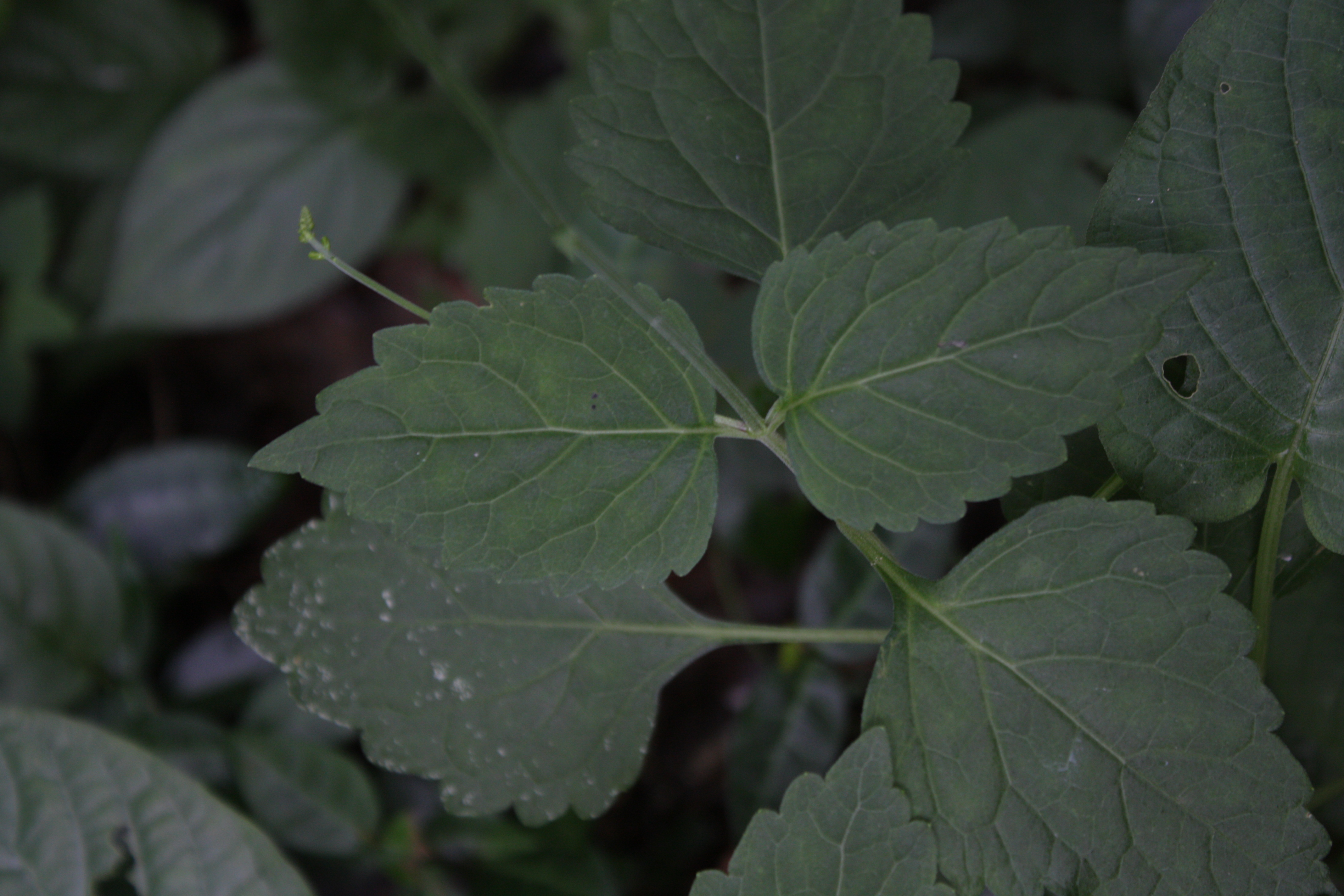
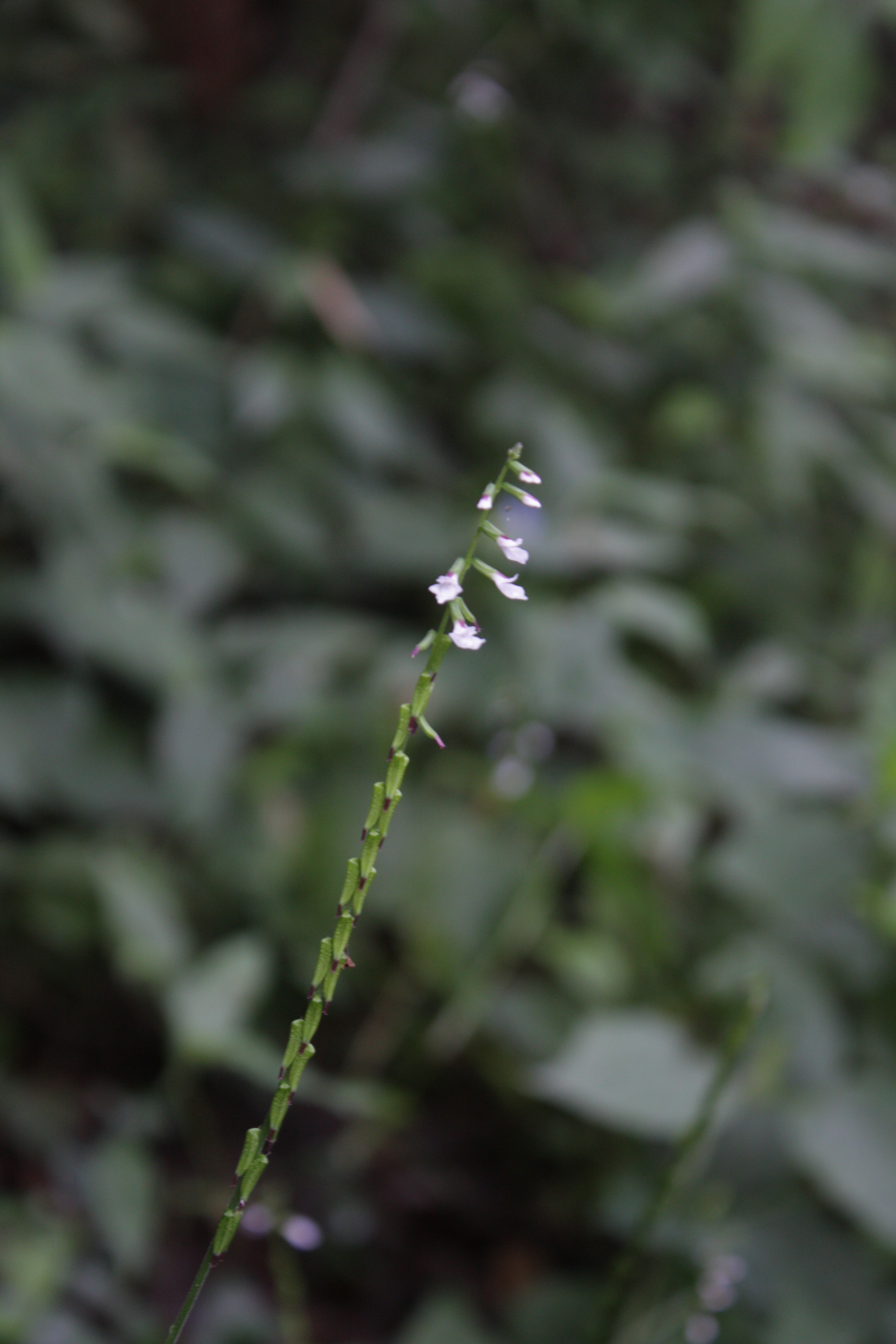